# Fars fede juleferie
Fars fede juleferie er en amerikansk komediefilm fra 1989, instrueret af Jeremiah Chechick efter manuskript af John Hughes og med Chevy Chase, Beverly D'Angelo, Juliette Lewis og Johnny Galecki i hovedrollerne. Filmen efterfulgte Fars frygtelige feriedage var den tredje film i rækken af komediefilm on familien Griswold. Fars fede juleferie blev efterfulgt af Fars fede Las Vegas ferie i 1997.

## Medvirkende
- Chevy Chase
- Beverly D'Angelo
- Juliette Lewis
- Johnny Galecki
- John Randolph
- Diane Ladd
- E.G. Marshall
- Doris Roberts
- Randy Quaid
- Miriam Flynn
- Cody Burger
- Ellen Hamilton Latzen
- William Hickey
- Mae Questel
- Sam McMurray
- Nicholas Guest
- Julia Louis-Dreyfus
- Brian Doyle-Murray